# Sirimavo Bandaranaike
Sirimavo Bandaranaike (født 17. april 1916 i Ratnapura i den daværende britiske koloni Ceylon, død 10. oktober 2000 i Kadawatha, en forstad til Colombo i Sri Lanka) var en srilankansk politiker. Hun var premierminister i Sri Lanka i sammenlagt 18 år i perioderne 1960–1964, 1970–1977 og 1994–2000. Ved dannelsen af sin første regering i 1960 blev hun verdens første kvindelige valgte regeringsleder.

## Tidlige liv
Bandaranaike blev født i en af landets rigeste singalesiske familier. Selvom hun og hendes familie var buddhister, blev hun uddannet ved en katolsk skole i Colombo. Hun giftede sig i 1940 som 24-årig med politikeren Solomon Bandaranaike. Sammen fik de tre børn.
Solomon Bandaranaike dannede i 1951 partiet Sri Lankas Frihedsparti. Han vandt parlamentsvalget i 1956 som leder af en populistisk koalition og blev premierminister. Som sådan stod han i spidsen for et singalesisk-nationalistisk program. Tre år senere blev han myrdet af tidligere støtter.

## Politisk karriere
Sirimavo Bandaranaike blev som Solomon Bandaranaikes enke leder af Frihedspartiet i 1960, selvom hun var politisk uerfaren. Samme år blev hun premierminister for første gang. Samtidig beklædte hun posterne som udenrigs- og forsvarsminister.
Bandaranaike førte en socialistisk orienteret politik, der indebar nationaliseringer af store dele af økonomien og en neutral udenrigspolitisk linje. Bandaranaike var en af lederne af de alliancefrie landes bevægelse, hvis formand hun blev i 1976. Indenrigspolitisk arbejdede hun for at genindføre buddhismen som en fundamental del av den nationale singalesiske kultur og svække den vestlige indflydelse fra det tidligere engelske koloniherredømmet. Hun erstattede således engelsk med singalesisk som landets officielle sprog. Den nationalistiske politik skabte stigende spændinger i forhold til Sri Lankas tamilske mindretal.
I 1964 blev Bandaranaikes regering styrtet, men i 1970 vendte hun tilbage til magten i spidsen for en forenet venstrefrontregering. Under denne regering fik Ceylon i 1972 en ny grundlov, hvorved landet blev en republik (hvor den britiske dronning indtil da havde været statsoverhoved) og skiftede navn til Sri Lanka.
Bandaranaike led et valgnederlag i 1977 efter stigende etniske og økonomiske problemer. I 1980 blev hun udstødt af parlamentet efter anklager om magtmisbrug, men fik politisk comeback i 1988 som leder af landets opposition. I 1994 blev hendes datter Chandrika Kumaratunga premierminister og i slutningen af samme år valgt til præsident. Straks efter valget udnævnte hun sin nu 78-årige mor til ny premierminister.
Sirimavo Bandaranaike trådte tilbage som premierminister i august 2000 og døde i oktober samme år.

## Eftermæle
Sirimavo Bandaranaike fik i løbet af sine over 40 år i srilankansk politik status som en "landsmoder", der var elsket af mange, men også blev anklaget for nepotisme og for at føre en politik, som var konfrontatorisk i forhold til det tamilske mindretal. Udenfor Sri Lanka er hun især kendt som den første kvindelige demokratiske regeringsleder i verden.